# Querétaro FC
Querétaro Fútbol Club, někdy nazývaný jako Gallos Blancos de Querétaro, je fotbalový klub z mexického Santiago de Querétaro. Querétaro hraje nejvyšší mexickou fotbalovou ligu Liga MX, kde působí od sezony 2009/10.

## Historie
V roce 1949 přišla Mexická fotbalová federace s nápadem na založení druhé nejvyšší soutěže s cílem rozšířit popularitu fotbalu v zemi. Prezident fotbalové asociace státu Querétaro a zástupce Querétara na vládní úrovni zorganizovali spolu s nadšenými amatéry turnaj, jehož vítěz dá vzniknout novému klubu. Tento turnaj vyhrál tým pojmenovaný Los Piratas, kteří se stali týmem Club Querétaro AC a společně s týmy z Irapuata, Tolucy, Morelie, La Piedadu a Zacatepecu založili mexickou Segunda División. Tým byl oficiálně založen 8. července 1950. Později dal novinář Herrera Pozas týmu přezdívku Gallos Blancos (bílí kohouti), podle bílé barvy dresů. Tým byl několikrát na dosah postupu do první ligy, nejblíže byli v roce 1976, kde prohráli až ve finále proti Atlante FC.
Během 70. let byl založen klub Estudiantes složený převážně ze studentů, kteří se chtěli stát rivaly Gallos Blancos a chtěli získat jméno v mexickém fotbale. V roce 1977 ale podnikatel Armando Presa koupil oba týmy, čímž vznikl tým nabitý mladými hráči a profesionálními hráči a tým přejmenoval na Atletas Campesinos. Tým se rychle stal jedním z nejlepších celků druhé ligy, ale Presa se rozhodl, že to stále není to pravé, chce to trenéra. A tím se stal Antonio Carbajal, účastník pěti MS, který slíbil postup do první ligy. Dne 22. června 1980 čekalo Atletas Campesinos finále ligy proti Osos Grises, kteří byli jasnými favority utkání. Campesinos ale po heroickém výkonu ubojovali výhru 2:1 a postoupili do první ligy. Tým ale začal prohrávat a byl prodán Sindicato de Petroleros de Ciudad Madero a v průběhu sezony 1982/83 přišli o tým Campesinos. V 80. letech byl tým předán místní univerzitě a vznikl tým UAQ Gallos Blancos. V roce 1987 se tým opět dostal do finále druhé ligy, po prvním utkání ale přišla nehoda při cestě do Querétara a tři klíčoví hráči přišli o život. Finále bylo posunuto o měsíc, klub ale zvítězit nedokázal. Na konci 80. let se univerzita dostala do ekonomické krize a musela prodat klub skupině podnikatelů z Hermosilla.
V roce 1988 byl založen Club Querétaro, který se stal rivalem UAQ Gallos Blancos. V roce 1998 se oba týmy sloučily a vznikl tým s názvem Gallos Blancos de Querétaro. V roce 2002 prvoligový CF La Peidad byl přesunut do Querétara, kde tým zůstal hrát po dva roky. Po roce 2004 se fotbalová asociace rozhodla snížit počet týmů v první lize a tak sestoupily dva týmy s nejhorší finanční situací – Club Irapuato a právě Querétaro. Do první ligy se vrátilo v sezoně 2006/07, poté sestoupilo a opět se vrátilo. V roce 2013 sice sestoupili do druhé ligy, do Querétara byl ale přestěhován klub Chiapas FC a s ním i prvoligová licence.